# Diócesis de Bergen (antigua)
La diócesis de Bergen o de Bjørgvin (en latín: Dioecesis Bergensis y en noruego: Bjørgvin bispedømme) fue una circunscripción eclesiástica de la Iglesia católica en Noruega. Fue suprimida el 2 de septiembre de 1537 por decisión del rey de Dinamarca y Noruega y suplantada por una superintendencia luterana en 1537. Se trataba de una diócesis latina, sufragánea de la arquidiócesis de Nidaros.

## Territorio y organización

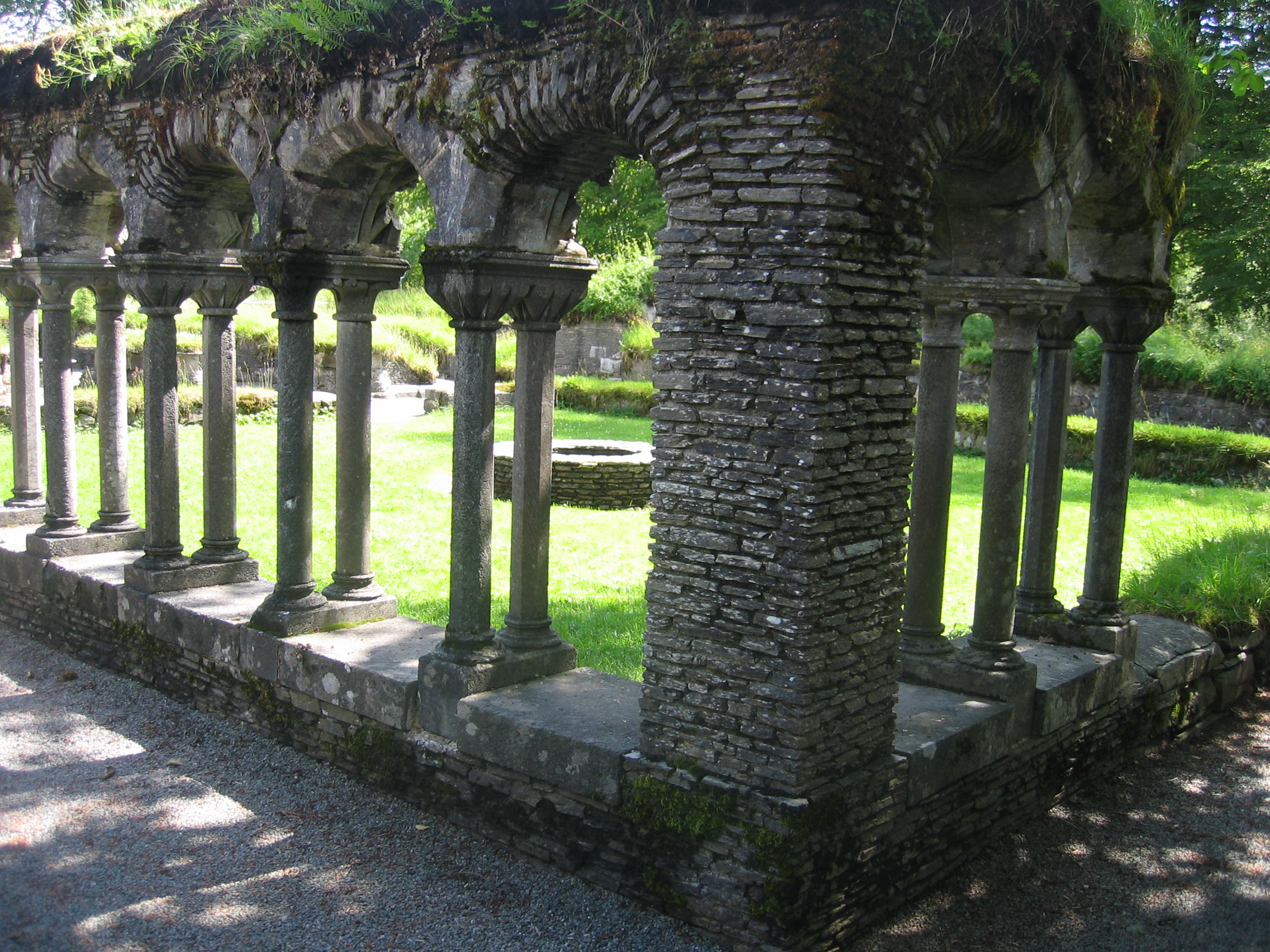
Restos del claustro de la abadía cisterciense de Lyse en el condado de Vestland

La diócesis extendía su jurisdicción sobre los fieles católicos de rito latino residentes en el territorio del actual condado de Vestland. Originalmente (desde 1068) la diócesis sirvió a toda el área de Gulating: los condados modernos de Hordaland, Sogn og Fjordane, Rogaland, Vest-Agder y Aust-Agder y las regiones de Sunnmøre, Valdres y Hallingdal. Cuando se estableció la diócesis de Stavanger circa 1125, los condados de Rogaland, Aust-Agder y Vest-Agder fueron transferidos a la nueva diócesis, junto con las regiones de Valdres y Hallingdal (y las parroquias de Eidfjord y Røldal de Hordaland). La región de Sunnmøre fue transferida a la arquidiócesis de Nidaros algún tiempo después de 1152 para asegurar más ingresos para la arquidiócesis. Desde el 29 de abril de 1953 el área es parte de la diócesis de Oslo.

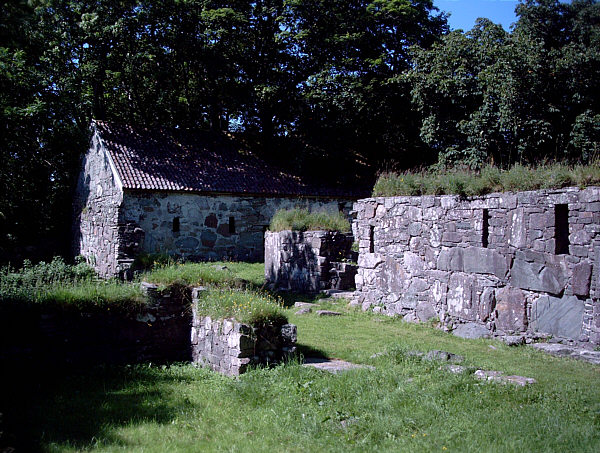
Ruinas de la abadía agustina de Halsnøy

La sede de la diócesis se encontraba en la ciudad de Bergen (llamada también entonces Bjørgvin), en donde se hallaba la Catedral de Cristo (o de la Santísima Trinidad y Santa Sunniva), ubicada dentro de la Fortaleza de Bergenhus, que fue la sede de los reyes noruegos. Fue demolida en 1531 para facilitar las defensas de la ciudad, con el asentimiento del obispo.

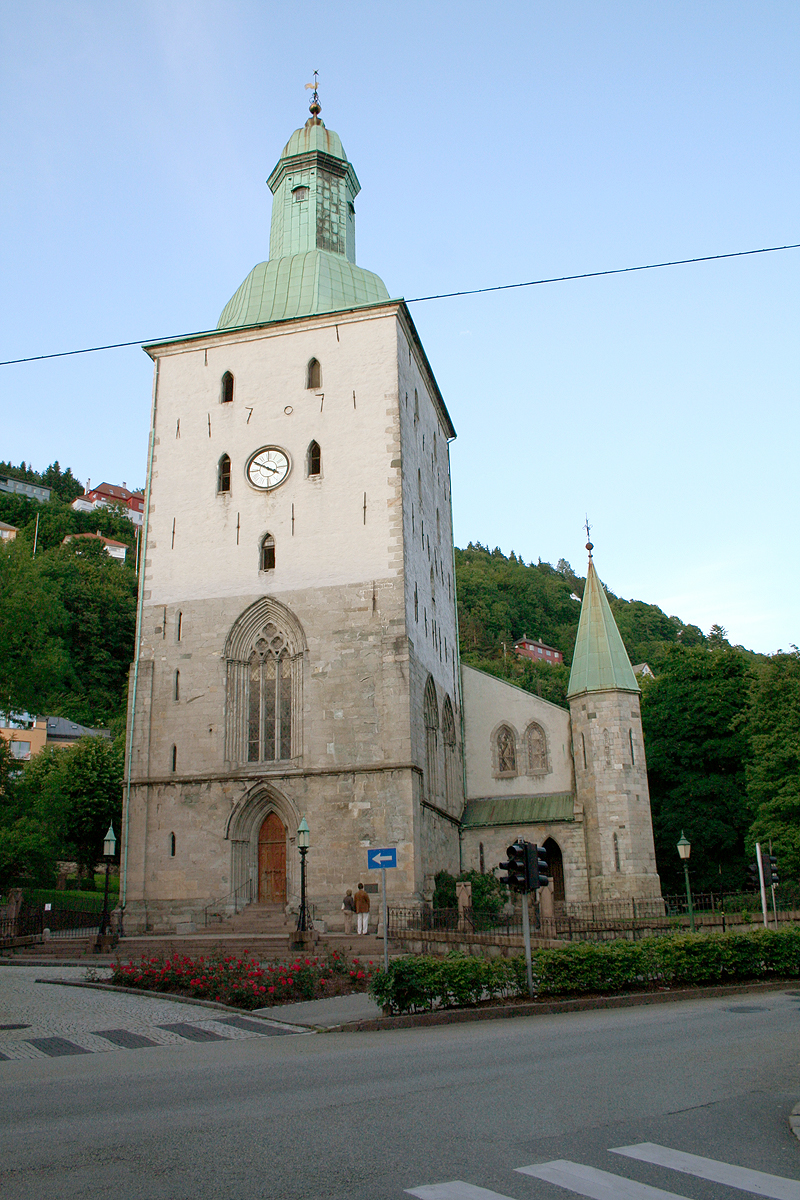
Catedral luterana de Bergen, fue la iglesia católica de San Olaf hasta 1537

## Historia

### Diócesis de Selje
El descubrimiento en Selje en 996 de los supuestos restos de santa Sunniva y sus compañeras llevó al rey Olaf I de Noruega a construir una iglesia allí. Sin embargo, no fue hasta 1068 que el rey Olaf III fundó un monasterio en Selje y la diócesis de Selje. Su primer obispo misionero fue Bernardo de Sajonia, consagrado por el papa Alejandro II hacia 1066. Se instaló definitivamente en Noruega, después de haber realizado su labor misionera en Islandia en nombre del arzobispo Adalberto de Bremen.
La diócesis de Selje se limitaba a la pequeña isla del mismo nombre, a veces también conocida como Selø, en la desembocadura del Nordfjord. En la isla estaba el monasterio benedictino de San Albano, vinculado a la memoria y el culto a santa Sunniva, una ermitaña, que, según la leyenda, habría llegado en la isla y posteriormente murió allí, hacia el final del siglo X. Cerca de la cueva donde solía rezar estaba la pequeña catedral.
Desde 1930 la diócesis de Selje figura entre las diócesis titulares de la Iglesia católica.

### Diócesis de Bergen
Hacia 1070 el rey Olaf III fundó la ciudad de Bergen y hacia 1075 Bernardo de Sajonia trasladó allí la sede episcopal, pero no fue hasta 1170 que se produjo el traslado oficial de la sede episcopal y el cambio de nombre cuando las reliquias fueron llevadas a la ciudad. Inicialmente, la diócesis era sufragánea de la arquidiócesis de Bremen-Hamburgo. En 1104 pasó a formar parte de la provincia eclesiástica de la arquidiócesis de Lund y finalmente en 1153 se convirtió en sufragánea de la arquidiócesis de Nidaros y se estableció el capítulo catedralicio. En 1125 Bergen cedió una parte del territorio para la erección de la diócesis de Stavanger.
El obispo Pål (1156-1194) vio la finalización de la Catedral de Cristo a tiempo para la celebración de un concilio provincial allí y para la coronación del rey Magnus V, que fue la primera coronación de un rey noruego, en 1164. En 1170 las reliquias de santa Sunniva fueron trasladadas a la catedral. Durante el episcopado del obispo Arne (1226-1256), el 29 de julio de 1247, el cardenal Guillermo de Módena coronó rey a Haakon IV. En 1271 la capilla Real de los Santos Apóstoles en Bergen fue convertida en colegiata.
En 1275 Magnus VI de Noruega fundó una gran iglesia, como su nueva capilla real en Bergen, para recibir una reliquia de la Corona de Espinas. El decano tomó el título de maestro de las (catorce) capillas reales y se le concedió el derecho a utilizar los ornamentos episcopales. El obispo Arne Sigurdssön (1305-1314) consideró los privilegios de la Capilla Real en Bergen como una usurpación de los derechos de su sede. Sin embargo, no pudo privar al decano, Finn Haldorssön, de su posición semiindependiente, ya que este último contaba con el apoyo de la Santa Sede. Arne también afirmó en vano que el obispo de las Islas Feroe debía ser elegido entre el clero de la diócesis de Bergen. Sin embargo, tuvo éxito en obligar a los comerciantes alemanes en Bergen a pagar el diezmo.
El obispo Thorstein (1342-1349) murió a causa de la peste negra, al igual que casi todos los obispos noruegos. A su sucesor, el inglés Gisbrith (1349-1369), se debe el Manuscrito de Bergen (Björgynjar kálfskinn). Aslak Bolt, obispo de Bergen de 1408, fue trasladado a la sede de Nidaros en 1430. El obispo Thorleif Olafsson (1430-1450), habiéndose unido a Olaf Nilsson en el convento brigidano de Munkalif, fue muerto allí por los alemanes de la Liga Hanseática el 1 de septiembre de 1455. 
En la Edad Media la ciudad episcopal se convirtió en un importante centro religioso, con cinco conventos y 25 iglesias. Entre ellas: la antigua ecclesia Trinitatis minor, construida en madera y destruida durante la Reforma protestante en 1530; la ecclesia Trinitatis maior, catedral de la diócesis y sede de un cabildo, que sirvió como lugar de coronación y sepultura de varios reyes noruegos. El primero en ser coronado fue Magnus V de Noruega en 1164; la iglesia de los Apóstoles, cuyo rector era magister capellarum regis (es decir, maestro de las capillas reales) y en esta función se sentó junto a los obispos en el consejo del reino. En 1531, estando Noruega integrada a Dinamarca, la antigua catedral de Bergen fue derribada por iniciativa de Eske Bille, porque supuestamente representaba un obstáculo para la defensa de la ciudad. La sede del obispado fue trasladada a la iglesia del antiguo convento franciscano de Bergen, actualmente la catedral luterana de la ciudad. Durante la Reforma la mayoría de estos edificios fueron destruidos, a excepción de la catedral.
Varios sínodos provinciales de Nidaros tuvieron lugar en Bergen. El primero tuvo lugar en 1164, presidido por el arzobispo Eystein de Nidaros y en presencia del legado papal Stefano de Orvieto; sus decisiones tenían como objetivo proteger los bienes eclesiásticos de la codicia de los laicos y privar a los laicos del derecho a nombrar párrocos, especialmente en el campo; además, se reiteró la obligación del celibato para los sacerdotes. Otros concilios provinciales se celebraron en 1278, 1280, 1320, 1327, 1345, 1435 y el último en 1438.

### Reforma protestante
El obispo Olav Thorkelsson falleció el 23 de mayo de 1535 y la sede quedó vacante.
Como conclusión de la guerra del Conde, el 6 de agosto de 1536 Cristián III entró en Copenhague y en la noche del 12 de agosto llevó a cabo un golpe de Estado durante el cual fue capturado el arzobispo Torbern Bille de Lund junto con dos obispos que estaban en la ciudad. Luego los demás obispos del reino fueron detenidos. El rey convocó una asamblea de notables en Copenhague el 20 de octubre de 1536, en la que se decidió que los obispos debían ser depuestos y sus bienes confiscados en beneficio de la corona.
En abril de 1537, para convertir a Noruega al luteranismo, el rey Cristián III envió un ejército liderado por Truid Ulfstand a través del mar del Norte. Sus tropas llegaron a la fortaleza de Bergenhus en Bergen el 1 de mayo de 1537 y luego se dirigieron a Nidaros.
El 2 de setiembre de 1537 el rey Cristián III firmó el Ordinatio ecclesiastica regnorum Daniae et Norwegiae et ducatuum Slesvicencis, Holtsatiae etc. etc., por el que en el Reino de Dinamarca y Noruega las diócesis fueron convertidas en superintendencias luteranas, suplantando formalmente a las diócesis católicas. La diócesis fue así suprimida por el rey.
En 1535 el archidiácono del cabildo catedralicio, Gjeble Pederssøn, viajó a Copenhague a solicitar el nombramiento de un nuevo obispo y fue elegido obispo de Bergen en 1536, pero el nombramiento se produjo cuando la Reforma protestante también estaba llegando a Noruega. Pederssøn se convirtió en luterano y fue confirmado como primer superintendente luterano de Bergen el 2 de septiembre de 1537. Desde 1660 pasó a ser nuevamente diócesis de Bergen y desde 1919 se denomina diócesis de Bjørgvin, de la Iglesia de Noruega.

## Episcopologio

### Obispos de Selje
- Bjarnvard † (?-circa 1090 falleció)[3]
- Magne † (?-circa 1130 falleció)
- Svein? †
- Ottar †
- Sigurd † (antes del 8 de agosto de 1139-1156 falleció)
- Pål † (1156-1170 diócesis renombrada)

### Obispos de Bergen
- Pål † (1170-1194 falleció)
- Martin † (antes del 27 de junio de 1194-1216 falleció)
- Håvard † (1216-1224 falleció)
- Arne † (antes de 1226-1256 falleció)
- Peter † (19 de agosto de 1257-1270 falleció)
- Askatin † (1271-1277 falleció)
- Narve, O.P. † (1278-16 de octubre de 1304 falleció)
- Arne Sigurdsson † (diciembre de 1304-1314 falleció)
- Audfinn Sigurdsson † (1314-después del 24 de abril de 1330 falleció)
- Håkon Erlingsson † (1331-después del 28 de mayo de 1342 falleció)
- Torstein Eiriksson † (1343-1349 falleció)
- Gisbrikt Erlendsson † (1349-1370 falleció)
- Benedikt Ringstad, O.P. † (14 de enero de 1370-? falleció)
- Jakob Jensson, O.P. † (7 de abril de 1372-4 de abril de 1401 nombrado obispo de Vaison)[nota 1]
- Jakob Knutsson † (4 de abril de 1401-10 de septiembre de 1407 nombrado obispo de Oslo)
- Aslak Hartviktsson Bolt † (14 de enero de 1408-27 de diciembre de 1429 nombrado arzobispo de Nidaros)
- Arend Klementssøn † (14 de agosto de 1431-1434 falleció)
- Olav Hartviktson † (1434-circa 1450 falleció)
- Thorleiv Olavsson † (14 de abril de 1451-1 de septiembre de 1455 falleció)
- Paolo Giustiniani † (11 de marzo de 1457-24 de marzo de 1460 nombrado obispo de Noli)
- Finnboge Niklasson † (25 de febrero de 1462-15 de mayo de 1474 falleció)
- Hans Teiste † (2 de diciembre de 1474-1505 falleció)
- Andor Ketilsson † (27 de noviembre de 1506-1 de junio de 1522 falleció)
- Olav Thorkelsson † (14 de abril de 1523-23 de mayo de 1535 falleció)